# Siêu trí thông minh
Siêu trí thông minh hay siêu trí tuệ là một thực thể giả tưởng sở hữu trí thông minh vượt xa bất kỳ con người nào đã từng có. Siêu trí tuệ cũng có thể hiểu là có trí tuệ vượt xa một thực thể cho trước. Khái niệm này thường được thảo luận nhiều trong lĩnh vực trí tuệ nhân tạo. Trong khoa học viễn tưởng và tương lai học, các thực thể siêu thông minh cũng được tạo ra bằng kỹ thuật di truyền hoặc giao diện não-máy. Ngoài ra, trí tuệ tập thể cũng được cho là một con đường tiến tới siêu trí tuệ hay một hiện thực của hiện tượng siêu trí tuệ.

## Định nghĩa
Một định nghĩa về siêu trí tuệ của Nick Bostrom là "trí tuệ thông minh hơn những bộ não thông minh nhất của con người trong mọi lĩnh vực, bao gồm khoa học sáng tạo, trí tuệ nói chung và kỹ năng xã hội" Định nghĩa này không đề cập tới cách có thể tiến tới siêu trí tuệ: sinh học, kỹ thuật hay kết hợp cả hai. Nó cũng không yêu cầu siêu trí tuệ phải có khả năng tự ý thức hay nhận thức kinh nghiệm.
Trong một thảo luận của những người theo chủ nghĩa siêu nhân loại, siêu trí tuệ được phân chia thành hai loại "yếu" và "mạnh". Siêu trí tuệ loại yếu có cơ chế hoạt động tương đương não người nhưng với tốc độ cao hơn nhiều lần, trong khi loại cao hoạt động ở mức cao hơn, có sự biến đổi về chất, khác biệt giữa siêu trí tuệ loại cao với não người tương đương với khác biệt giữa não người và não chó.
Trong ngôn ngữ thông thường, siêu trí tuệ cũng dùng để chỉ những bộ não thiên tài hay nhà bác học.

## Thực hiện
Trong chủ nghĩa siêu nhân loại, có nhiều thảo luận về cách tạo ra một thực thể siêu trí tuệ. Chúng gồm 3 hướng chính sau:
- Một Trí tuệ nhân tạo mạnh, có thể học hỏi và tự phát triển, có thể tiến hóa thành siêu trí tuệ sau nhiều lần tự phát triển.[3]
- Các cải biến sinh học (sinh sản, biến đổi gen, hay phương pháp y tế) trong một số tình huống có thể gây ra siêu trí tuệ hoặc các đặc điểm siêu nhân khác.
- Phát triển trong điều khiển học có thể làm tăng khả năng trí não của con người, ít nhất là về tốc độ và bộ nhớ. Kỹ thuật thần kinh kết nối người-máy đã bắt đầu trong lĩnh vực chân tay giả.[4]